# Bodenäckergraben
Der Bodenäckergraben ist ein etwas über 2 Kilometer langer Bach in Bayern, der im unterfränkischen Landkreis Schweinfurt verläuft. Er ist ein nördlicher und rechter Zufluss des Maibachs.

## Geographie

### Verlauf

#### Quellgebiet
Der Bodenäckergraben entspringt in der Gemarkung des zu Dittelbrunn gehörenden Gemeindeteils Hambach auf einer Höhe von 341 m ü. NHN  in der Flur Schafacker in einem Feld am Südwestfuße eines namenlosen Hügels. Etwa 150 Meter südwestlich liegt der Modellflugplatz des Aero Clubs Schweinfurt, auf dessen nördlichem Gelände ein Wegkreuz steht, und ungefähr 130 Meter im Norden wurde 1866 ein neugotischer Bildstock mit einem Tischsockel und einem Aufsatz mit Vierzehnheiligen errichtet.  Etwa 0,7 Kilometer im Südosten der nur intermittierend schüttenden Quelle liegt das Pfarrdorf Hambach, 1,9 Kilometer im Südwesten das zu Poppenhausen gehörende Pfarrdorf Maibach und 0,9 Kilometer im Nordwesten das zu Dittelbrunn gehörende Kirchdorf Holzhausen.
Der Quellbereich wird von dichten, grauen bis gelbgrauen sowie plattigen bis dünnbankigen und zum Teil Fossilien führenden Dolomitgestein der Erfurt-Formation aus dem Unteren Keuper der Mitteltrias geprägt, über sich im Bachgrund Gley, auf der rechten Seite fast ausschließlich Pararendzina- und auf der linken überwiegend Pseudogleyböden abgelagert haben.

#### Weiterer Verlauf
Der Bodenäckergraben fließt zunächst stark begradigt in offener Flur westwärts durch intensiv landwirtschaftlich genutztes Ackerland, unterquert nach circa 100 Metern den heutigen Fernwanderweg Via Romea Germanica und passiert dabei die Gemarkungsgrenze von Hambach nach Holzhausen. Nach gut 200 Metern erreicht er den Nordostrand des Schleich-Waldes und zieht dann in der Flur Bodenacker am Südostfuß des 327 m ü. NHN hohen Maibach Bergs durch Felder und Wiesen am Nordrand des Laubwaldes entlang. In der Flur Obere Schleich unterfließt er eine Verbindungsstraße, die von Holzhausen im Norden nach der Ortschaft Maibach führt, fließt danach in einem sanften Bogen nach links zuerst in der Flur Mittlere Schleich und danach in der Flur Untere Schleich durch Grünland am Nordwestrand des Waldes entlang und wendet sich dabei mehr und mehr nach Süden. Nach ungefähr einem halben Kilometer verlässt er das Gebiet der Gemeinde Dittelbrunn, wechselt nach Poppenhausen und betritt dabei die Gemarkung von Maibach.
Dort liegen etwas westlich des Bachs in der Flur Oberes Rieth  in einem Wiesengrund mit intensiv bewirtschaftetem Grünland Hochstaudenfluren und Großseggenriede, in deren sumpfigem Umfeld u. a. Sumpfschachtelhalm, Sumpfdotterblumen und Sumpfseggen gedeihen und an den Waldrändern Eschen, Schwarzerlen und Grauweiden wachsen. In künstlich angelegten Tümpeln, die als Laichplatz für Amphibien dienen, leben verschiedene Wasserkäfer- und Libellenarten sowie auf bestimmte Raupenfutterpflanzen angewiesene Schmetterlinge. Der Bach läuft nun südsüdostwärts in einem schmalen und beiderseits von Laubwald gesäumten Grünstreifen am auf seiner linken Seite liegenden Wald entlang und wird dann nach knapp 200 Metern auf seiner rechten Seite von einem ganzjährig wasserführenden, knapp 300 Meter langen und namenlosen Wassergraben begleitet, der circa 30 Meter westlich des Bodenäckergrabens und parallel zu ihm an dem auf der anderen Seite liegenden Waldesrand entlangfließt.
Der Bodenäckergraben unterquert dann ein zweites Mal die oben genannte Verbindungsstraße, fließt unter der Brücke mit dem genannten Graben zusammen und mündet schließlich in der Flur Mittleres Rieth auf einer Höhe von 280 m ü. NHN ungefähr 400 Meter nördlich der Ortschaft Maibach von rechts in den aus dem Osten kommenden Maibach. Sein 2,2 Kilometer langer Lauf endet etwa 61 Höhenmeter unterhalb seiner Quelle, er hat somit ein mittleres Sohlgefälle von circa 28 ‰.

### Einzugsgebiet
Das Einzugsgebiet des Bodenäckergrabens liegt in der Münnerstädter Hochfläche und wird durch ihn über den Maibach, die Wern, den Main und den Rhein zur Nordsee entwässert.
Es grenzt
- im Norden an das Einzugsgebiet des Pfersbachs, der in Wern mündet;
- im Nordosten und Osten an das des Marienbachs, der in den Main mündet;
- im Süden an das des Maibachs und
- ansonsten an das Einzugsgebiet der Wern direkt oder an das ihrer kleineren und namenlosen Zuflüsse.

Im Norden des Einzugsgebiets dominieren landschaftliche Nutzflächen und im Süden überwiegt Waldgelände. Die höchste Erhebung ist der 345 m ü. NHN hohe und namenlose Hügel, an dessen Fuß der Bodenäckergraben entspringt.

### Flusssystem Wern
- Fließgewässer im Flusssystem Wern